# Liriomyza microglossae
Liriomyza microglossae este o specie de muște din genul Liriomyza, familia Agromyzidae, descrisă de Spencer în anul 1963. Conform Catalogue of Life specia Liriomyza microglossae nu are subspecii cunoscute.